# Albertina Kassoma
Pour les articles homonymes, voir Kassoma.
Albertina da Cruz Kassoma, née le 12 juin 1996 à Luanda, ou Praia (Cap-Vert), est une joueuse angolaise de handball. Internationale angolaise, elle évolue au poste de pivot et joue pour le club roumain du Rapid Bucarest.

## Carrière
Elle a représenté l'Angola à de nombreuses compétitions internationales, notamment aux Jeux olympiques en  2016 et 2020 ou aux championnats d'Afrique, étant notamment élue meilleure joueuse et meilleure pivot du Championnat d'Afrique des nations 2018. Pendant les championnats d'Afrique 2021, elle fait face à la Camerounaise Karichma Ekoh lors de la finale qui se joue au Cameroun.
Après s'être révélée au Primeiro de Agosto, l'un des meilleurs clubs angolais et africains avec l'Atlético Petróleos de Luanda, elle est prêtée au club roumain du Rapid Bucarest pour la saison 2020/2021 avant de retourner en Angola. À la recherche d'un pivot pour la saison 2022/2023 afin de pallier le départ d'Astride N'Gouan, le Metz Handball est très proche d'un accord avec Kassoma : toutes les parties sont d'accord et attendent qu'elle soit officiellement libérée pour signer son contrat mais les discussions s'arrêtent nettes à l'annonce de la grossesse de la joueuse. En janvier 2023, elle retourne finalement au Rapid Bucarest.

## Palmarès

### En club
compétitions internationales
- Coupe du monde des clubs
  - Vainqueur (1) : 2019
- Ligue des champions
  - Vainqueur (7) : 2014, 2015, 2016, 2017, 2018, 2019, 2022
- Coupe d'Afrique des vainqueurs de coupe
  - Vainqueur (4) : 2015, 2016, 2017, 2019
- Supercoupe d'Afrique
  - Vainqueur (6) : 2015, 2016, 2017, 2018, 2019, 2021

Compétitions nationales
- Championnat d'Angola
  - Vainqueur (6) : 2014, 2015, 2016, 2017, 2019, 2022

### En équipe nationale
Jeux olympiques
- 8e place aux Jeux olympiques 2016 à Rio au Brésil
- 10e place aux Jeux olympiques 2020 à Tokyo au Japon

Championnats du monde
- 16e place au Championnat du monde 2013
- 19e place au Championnat du monde 2017[7],[8],[9]
- 15e place au Championnat du monde 2019

Championnats d'Afrique
- Médaille d'or au championnat d'Afrique 2016
- Médaille d'or au championnat d'Afrique 2021

Jeux africains
- Médaille d'or aux Jeux africains de 2019.

## Distinctions personnelles
- Élue meilleure joueuse du championnat d'Afrique en 2018
- Élue meilleure pivot du championnat d'Afrique en 2018 et 2021[10]